# Gashau Ayale
Gashau Ayale (22 de agosto de 1996) es un deportista israelí de origen etíope que compite en atletismo, especialista en la prueba de maratón.
Ganó una medalla de bronce en el Campeonato Europeo de Atletismo de 2022 y dos medallas en el Campeonato Europeo de Atletismo en Ruta de 2025.

## Palmarés internacional
| Campeonato Europeo         | Campeonato Europeo         | Campeonato Europeo | Campeonato Europeo |
| Año                        | Lugar                      | Medalla            | Prueba             |
| -------------------------- | -------------------------- | ------------------ | ------------------ |
| 2022                       | Múnich (Alemania)          | Medalla de bronce  | Maratón            |
| Campeonato Europeo en Ruta |                            |                    |                    |
| Año                        | Lugar                      | Medalla            | Prueba             |
| 2025                       | Bruselas/Lovaina (Bélgica) | Medalla de oro     | Maratón por equipo |
| 2025                       | Bruselas/Lovaina (Bélgica) | Medalla de plata   | Maratón            |